# Desmarestia ligulata
Desmarestia ligulata ist eine einjährige Braunalgenart aus der Ordnung der Desmarestiales. Sie ist Bestandteil der Tangwälder und kommt auch in der nordostatlantischen Gezeitenzone vor.

## Beschreibung
Die Art erreicht eine Länge von bis zu 2 m. Der olivbraune Thallus bis zu 8 mm breit, stark abgeflacht und über eine ebenfalls abgeflachte oder knollige Struktur mit dem Substrat verbunden. Die Thalli sind meist gegenständig verzweigt, wobei die Verzweigungen an der Basis und an der Spitze verjüngt sind und wiederum gegenständig verzweigt sein können. Eine Mittelrippe ist vorhanden, oft aber nur bei genauer Betrachtung sichtbar. Durch ihr Erscheinungsbild ist die Alge kaum mit anderen Arten zu verwechseln. Der sichtbare Thallus stellt die sporophytische Phase der Alge dar. Die Sporangien finden sich zerstreut auf der ganzen Thallusoberfläche. Die gametopyhtische Phase bleibt mikroskopisch klein, wobei beide Geschlechter auf demselben Thallus ausgebildet werden (monözisch).

## Verbreitung
Desmarestia ligulata ist in den kaltgemäßigten Teilen des Atlantik und Pazifik verbreitet. So findet man sie etwa an den Küsten von Großbritannien, Irland, Frankreich, Spanien, Portugal, Alaska, Kalifornien, Chile, Tasmanien, Japan und Neuseeland auf steinigem Substrat (epilithisch). Sie ist vornehmlich im Frühjahr und Sommer in der Gezeitenzone bis in etwa 9 m Tiefe zu finden und bildet oft einen Bestandteil der Kelpwälder.

## Säureanreicherung
Die Alge reichert während der Wachstumsphase durch aktiven Transport hohe Konzentrationen von Schwefelsäure in den intrazellulären Vakuolen an. Daher wird die Art im Englischen gelegentlich auch als flattened acid kelp bezeichnet. Möglicherweise wird dadurch der Fraßdruck durch herbivore Fische und Wirbellose verringert. Es führt aber auch dazu, dass gesammelte Exemplare dieser Art rasch verrotten und dass auch Belege anderer Arten schneller zerfallen, wenn sie beim Algensammeln über längere Zeit im gleichen Behälter gelagert werden.

## Etymologie
Der Gattungsname Desmarestia ist dem französischen Zoologen Anselme Gaëtan Desmarest (1784–1838) gewidmet. Das Artepithet ligulata bedeutet „zungen-“ oder „riemenförmig“ und bezieht sich auf das Erscheinungsbild der Verzweigungen.